# Karabin Lee M1895
Lee M1895 (Lee Navy, M1895 Navy) – amerykański karabin powtarzalny skonstruowany przez Jamesa Parrisa Lee. Wprowadzony do uzbrojenia US Navy w 1895 roku.

## Historia
W połowie lat 90. XIX wieku amerykańska marynarka wojenna postanowiła zmodernizować broń strzelecką swoich oddziałów desantowych. W 1895 roku do uzbrojenia wprowadzono nowy, elaborowany prochem bezdymnym nabój .236 Navy i zasilane nim karabin Lee M1895 oraz ckm Colt M1895.
W 1896 roku rozpoczęto w zakładach Winchestera produkcję pierwszej partii 10 000 karabinów M1895 zamówionych przez marynarkę. Później zawarto jeszcze jeden kontrakt, w wyniku którego dostarczono następnych 5000 karabinów. Poza karabinami przeznaczonymi da marynarki Winchester wyprodukował ok. 5000 karabinów M1895 na rynek cywilny.
W 1898 roku wybuchła wojna amerykańsko-hiszpańska. W jej trakcie okazało się, że uzbrojenie amerykańskich jednostek w różne typy karabinów (Lee M1895 używany przez marynarkę, Krag M1896 i Springfield M1889) używane przez US Army), strzelające różnymi nabojami komplikuje zaopatrzenie. Okazało się także że zarówno Lee M1895, jak i Krag M1896 ustępują używanemu przez Hiszpanów karabinowi Mauser M1893. Dlatego po zakończeniu wojny postanowiono wprowadzić do uzbrojenia nowy wzór karabinu, standardowy dla całych amerykańskich sił zbrojnych. Stał się nim opracowany w Springfield Armory wzorowany na Mauzerze M1893 karabin M1903.
W związku z wprowadzeniem karabinu M1903 karabin Lee M1895 został po 1903 roku wycofany z uzbrojenia. Na potrzeby rynku cywilnego był produkowany do 1916 roku.

## Opis
Lee M1895 był bronią powtarzalną. Karabin wyposażony był w zamek dwutaktowy. Pociągnięcie rączki zamkowej do tyłu powodowało w pierwszej fazie ruchu lekki obrót rączki i uniesienie do góry tylnej części zamka. Uniesienie zamka powodowało wysunięcie się rygli z opór ryglowych. W następnej fazie zamek cofał się co powodowało ekstrakcję łuski z komory nabojowej. Ruch rączki zamkowej do przodu powodował dosłanie kolejnego naboju z magazynka i zaryglowanie zamka.
M1895 był zasilany ze stałego magazynka pudełkowego o pojemności 5 naboi. Magazynek mógł być ładowany przy pomocy łódki lub pojedynczymi nabojami.
Lufa posiadała gwint o sześciu bruzdach prawoskrętnych o skoku 165,1 mm.
M1895 posiadał łoże przechodzące w kolbę drewnianą. Przyrządy celownicze mechaniczne (celownik schodkowo-ramkowy, nastawy do 1829 m). Karabin wyposażony był w nożowy bagnet.